# Мария Елизабет фон Пфалц-Цвайбрюкен-Нойбург
Мария Елизабет фон Пфалц-Цвайбрюкен-Нойбург (на немски: Maria Elisabeth von der Pfalz-Zweibrücken-Neuburg; Marie Elizabeth von Veldenz; * 4 октомври 1561, Нойбург; † 28 февруари 1629, Дуркхайм) от фамилията Вителсбахи, е принцеса от Пфалц-Цвайбрюкен-Нойбург и чрез женитба графиня на Лайнинген-Дагсбург-Харденбург (1585 – 1607).

## Живот
Дъщеря е на пфалцграф и херцог Волфганг фон Пфалц-Цвайбрюкен (1526 – 1591) и съпругата му Анна фон Хесен (1529 – 1591), дъщеря на ландграф Филип I фон Хесен (1501 – 1567) и Христина Саксонска (1505 – 1549).
Мария Елизабет се омъжва на 7 ноември 1585 г. в замък Харденбург, Бад Дюркхайм, за граф Емих XII фон Лайнинген-Дагсбург-Харденбург (* 4 ноември 1562; † 24 ноември 1607), единственият син на граф Йохан Филип I фон Лайнинген-Дагсбург-Харденбург (1539 – 1562) и съпругата му графиня Анна фон Мансфелд-Айзлебен (1560 – 1621).
Тя умира на 28 февруари 1629 г. в Дуркхайм на 67 години и е погребана в дворцовата църква Дуркхайм.

## Деца
Мария Елизабет и Емих XII имат децата:
- Йохан Филип II (1588 – 1643), граф на Лайнинген-Дагсбург-Харденбург, женен I. на 1 януари 1620 г. за графиня Елизабет фон Лайнинген-Дагсбург-Фалкенбург (1586 – 1623), II. на 23 октомври 1626 г. за Анна Юлиана фон Кирбург-Мьорхинген (1584 – 1640); III. на 11 юни 1642 г. за графиня Анна Елизабет фон Йотинген (1603 – 1673)
- Волфганг Фредрико (1591 – 1623)
- дете
- Фридрих X (1593 – 1631), граф на Лайнинген-Дагсбург-Харденбург, женен I. на 22 август 1624 г. за графиня Мария Елизабет фон Насау-Саарбрюкен (1602 – 1626), II. на 28 ноември 1628 г. за графиня Анна фон Насау-Саарбрюкен-Вайлбург (1597 – 1645)
- Георг Адолфо (1597 – 1624)
- Анна Юлиана (1599 – 1685), омъжена 1633 г. за Йохан Казимир, вилд-рейнграф фон Кирбург (1577 – 1651)